# Пилотиран космически полет
Пилотиран космически полет е космическо пътуване с екипаж или пътници на борда на космическия кораб. Космическият кораб, превозващ хора, може да се управлява директно от човешки екипаж, може да се управлява дистанционно от наземните станции или да бъде автономен, способен да изпълнява специфична мисия без човешко участие.
Първият човек в космоса е Юрий Гагарин, който лети на космическия кораб „Восток 1“, изстрелян от Съветския съюз на 12 април 1961 г. Той е част от програмата „Восток“.
Хора са летели до Луната девет пъти от 1968 до 1972 г. по програмата Аполон на САЩ и са присъствали непрекъснато в Космоса в продължение на 19 години и 145 дни на Международната космическа станция. 
Всички човешки космически полети дотогава са пилотирани от хора, като първият автономен космически кораб, който да превозва хора, е в процес на проектиране стартирал през 2015 г.
Русия и Китай разполагат с възможности за човешки космически полет по програмата „Союз“ и програмата „Шенжоу“.
В Съединените щати SpaceShipTwo достига ръба на космоса през 2018 г.; това е първият екипиран (управляван) космически полет от САЩ след спирането на програмата за космическите совалки през 2011 г.
Всички експедиции до Международната космическа станция използват превозни средства „Союз“, които остават прикрепени към станцията, за да позволят бързо връщане, ако се наложи.
Съединените щати разработват търговски превози на екипажи и това, за да улеснят вътрешния достъп до МКС и до ниската земна орбита, както и Orion за полети отвъд ниската околоземна орбите.
Докато космическият полет обикновено е дейност, изпълнявана от някое правителство, то търговският космически полет постепенно започва да играе все по-голяма роля. Първият частен космически полет на човек се състоя на 21 юни 2004 г., когато SpaceShipOne извърши суборбитален полет. Редица неправителствени компании работят за развитието на индустрията за космически туризъм. НАСА също играе роля за стимулиране на частния космически полет чрез програми като Commercial Orbital Transportation Services (COTS) и Commercial Crew Development (CCDev). С предложенията си за бюджет за 2011 г., публикувани през 2010 г.  администрацията на Обама премина към модел, при който търговските компании ще предоставят на НАСА транспортни услуги както на хора, така и за превоз на товари до ниска земна орбита. След това превозните средства, използвани за тези услуги, могат да обслужват както НАСА, така и потенциални търговски клиенти. Търговското възстановяване на МКС започна две години след пенсионирането на совалката, а пускането на търговски екипаж може да започне до 2020 г. 

## Историята

### Студената война
Възможностите за пилотиран космически полет е разработена за първи път по време на Студената война между Съединените щати и Съветския съюз (СССР). СССР разработи първите междуконтинентални ракети с балистични ракети, носещи ядрени оръжия. Тези ракети бяха достатъчно големи, за да бъдат адаптирани да пренасят първите изкуствени спътници в ниска земна орбита. След изстрелването на първите сателити през 1957 и 1958 г., САЩ работят върху проект „Project Mercury“, за да изстрелят хора поединично в орбита, докато СССР тайно прави програмата „Vostok“, за да осъществи същото.
СССР изстрелва първия човек в космоса Юрий Гагарин на единична орбита с „Восток 1“ на ракета „Восток 3КА“ на 12 април 1961 г.
На 5 май 1961 г. САЩ изстрелва първия си астронавт - Алън Шепард на суборбитален полет на борда на Свобода 7 на ракета Меркурий-Редстоун. За разлика от Гагарин, Шепард ръчно контролира управлението на своя космически кораб и каца с него.
Първият американец в орбита е Джон Глен на борда на Friendship 7, изстрелян на 20 февруари 1962 г. на ракета Mercury-Atlas.
СССР изстрелва още пет космонавти в капсули „Восток“, включително първата жена в Космоса, Валентина Терешкова на борда на „Восток 6“ на 16 юни 1963 г.
САЩ изстрелват общо два астронавта в суборбитален полет и четирима в орбита през 1963 г. САЩ също извърват два полета в North American X-15 (90 и 91), пилотиран от Джоузеф А. Уокър, който надвишава линията Карман, международно признатата 100 км височина, използвана от FAI за обозначаване на края на космоса.
Президентът на САЩ Джон Ф. Кенеди вдигна залозите на космическата надпревара, като си поставя за цел да кацне човек на Луната и да го върне безопасно до края на 60-те години.  Така САЩ стартират програмата „Аполо“ с три човека през 1961 г., за да постигнат това. Стартират със семейството на ракети-носители поколение Сатурн, и проект „Близнаци“ през 1962 г., който изпълнява 10 мисии, изстреляни с ракетите „Титан II“ през 1965 и 1966 година. Целта на Близнаци е да подпомогне Аполон чрез разработване на американски орбитален опит в космическия полет и техники, които да бъдат използвани в мисията до Луната. 
Междувременно СССР мълчи за намеренията си да изпратят хората на Луната и продължава да разширява границите на тяхната еднопилотна капсула Восток в дву- или тричленна капсула Восход, за да се състезава с американския проект Близнаци. Те успяват да изстрелят два орбитални полета през 1964 и 1965 г. и правят първата космическа разходка, направена от Алексей Леонов на Восход 2 на 8 март 1965 г. Но Восход няма способността на Близнаци да маневрира в орбита и програмата е прекратена.
Американските полети на Близнаци не осъществят първия космическа разхода, но преодоляват ранната съветска преднина, като извършват няколко космически разходки и решават проблема с умората на астронавтите, причинен от преодоляването на липсата на гравитация, демонстрирайки издръжливост до две седмици в пилотиран космически полет и първата космическа среща и докинг (свързване) на космически кораби.
САЩ успяват да развият ракетата Сатурн V, необходима за изпращането на космическия кораб Аполон на Луната и изпращат Франк Борман, Джеймс Ловел и Уилям Андерс на 10 обиколки около Луната в Аполон 8 през декември 1968 г. През юли 1969 г. Аполон 11 постига целта на Кенеди, като каца Нийл Армстронг и Бъз Олдрин на Луната на 21 юли и ги връща безопасно на Земята на 24 юли заедно с пилота на командния модул Майкъл Колинс. Общо шест мисии Аполон изпращат 12 души, които стъпват на Луната до 1972 г., половината от които карат електрически превозни средства по повърхността. Екипажът на Аполон 13, Ловел, Джак Суигерт и Фред Хейз, оцелява при катастрофална повреда на космически кораб в полет и се връща на Земята безопасно, без да кацне на Луната.
Междувременно СССР тайно работи за екипирани лунни програми за орбита и кацане. Те успешно разработват космическия кораб „Союз“ за три лица за използване в лунните програми, но не успяват да разработят ракетата N1, необходима за кацане на човек, и прекратяват лунните програми през 1974 г.  Загубили състезанието на Луната, те се концентрират върху развитието на космическите станции, използвайки станцията Союз като ферибот. Те започват с поредица от сортове станции Салют от 1971 до 1986 година.
След програмата Apollo, САЩ стартират космическата станция Skylab през 1973 г., обитавайки я 171 дни с три екипажа на борда на космически кораб Аполон. Президентът Ричард Никсън и съветският премиер Леонид Брежнев договарят облекчаване на отношенията, известни като детента, облекчаване на напрежението от студената война. Като част от това те договориха тестовия проект „Аполо-Союз“, в който космически кораб „Аполон“, който носи специален модул за скачване и се свързва със „Союз 19“ през 1975 г. Американските и руските екипажи се ръкуваха в космоса, но целта на полета беше чисто дипломатическа и символична.
През 1969 г. Никсън назначава своя вицепрезидент Спиро Агнеу да ръководи група за космически задачи, за да препоръча последващи програми за пилотирани космически полети след Аполон. Групата предлоага амбициозна космическа транспортна система Space Shuttle, базирана на космически совалка за многократна употреба, която се състои от крилато, вътрешно заредено тяло с орбитално гориво – течен водород, задвижвано от по-голям бустер с керосин, всеки снабден с въздушно дишащи реактивни двигатели за захранване от писта на площадката за изстрелване на космическия център Кенеди. Други компоненти на системата включват постоянна модулна космическа станция, космически влекач за многократна употреба и ядрен междупланетен ферибот, което да се ползва за човешка експедиция до Марс още през 1986 г. или чак през 2000 г., в зависимост от нивото на отпуснатото финансиране. Въпреки това Никсън знае, че американският политически климат няма да подкрепи Конгреса за финансиране на подобна амбиция и спира всички предложения, освен Совалката, и вероятно де бъде последвана от космическата станция. Плановете за совалката бяха намалени, за да се намали рискът, разходите и времето за развитие, като се замени пилотираният бустер с две ракети с твърда ракета за многократна употреба, а по-малката совалка ще използва разходен външен резервоар за захранване, за да захрани основните си двигатели с водород. Совалката ще трябва да извърши приземявания без гориво.

### Сътрудничеството между Русия и САЩ
Двете нации продължават да се състезават, а не да си сътрудничат в космоса, тъй като САЩ се насочват към разработването на космическия совалки и планирането на космическата станция, наречена Фрийдъм. СССР пусна три военни станции Алмаз от 1973 до 1977 г., дегизирани като тези от Салют. Те продължават Салют с развитието на орбиталнта станция Мир, първата модулна, полу-постоянна космическа станция, чието изграждане се извършва от 1986 до 1996 година. Мир обикаля в орбита на надморска височина от 354 km (191 nmi), с наклон от 51,6 °. Той е бил зает за 4,592 дни, а през 2001 г. направи контролирано връщане с разпадане в атмосферата на Земята.
Космическата совалка Space Shuttle започва да лети през 1981 г., но Конгресът на САЩ не успява да одобри достатъчно средства, за да превърне проект „Свобода“ в реалност. Създаден е флот от четири совалки: Columbia, Challenger, Discovery и Atlantis. Петата совалка, Endeavour, е построена, за да замени Challenger, който избухвапри инцидент по време на изстрелването, при който загиват 7 астронавти на 28 януари 1986 г. Двадесет и два полета извършват совалките в космоса на Европейската космическа агенция, наречена Spacelab с полезен товар от 1983 до 1998 г. 
СССР копира совалката Space Shuttle за многократна употреба, която нарича Буран. Той е проектиран да бъде изстрелян в орбита от ракета „Енергия“ и способен на автоматизиран орбитален полет и кацане. За разлика от американската совалка, Буран няма основни ракетни двигатели, но подобно на совалката използва орбиталните си маневрени двигатели, за да извърши окончателното си влизане в орбита. През ноември 1988 г. успешно е извършен единичен необитаем орбитален тестов полет. Втори тестов полет е планиран за 1993 г., но програмата е отменена поради липса на финансиране и разпадането на Съветския съюз през 1991 г. Още две совалки никога не са завършени, а първата е унищожена при срутване на хангарен покрив през май 2002 г.
Разпадането на Съветския съюз през 1991 г. слага край на Студената война и отваря вратата за истинско сътрудничество между САЩ и Русия. Съветските програми „Союз и Мир“ бяха поети от Руската федерална космическа агенция, сега известна като Държавна корпорация „Роскосмос“. Програмата Shuttle-Mir включваше американски космически совалки, посещаващи космическата станция Мир, руски космонавти, които летят на совалката, и американски астронавт, летящ на борда на космически кораб „Союз“ за продължителни експедиции на борда на Мир.
През 1993 г. президентът Бил Клинтън гарантира сътрудничеството с Русия в преобразуването на планираната космическа станция „Свобода“ в Международната космическа станция (МКС). Строителството на станцията започва през 1998 г. Станцията обикаля на надморска височина от 409 km (221 nmi) и наклон от 51.65 °.
Космическата совалка е пенсионирана през 2011 г. след 135 орбитални полета, няколко от които помагат и за сглобяването, снабдяването и екипажа на МКС. Совалката Колумбия е унищожена при поредния инцидент по време на завръщане на Земята, при който загинават 7 астронавти на 1 февруари 2003 г.
Русия продължава сътрудничеството, въпреки че половината от Международната космическа станция.

### Китай
След изстрелването на Русия от „Спутник 1“ през 1957 г. председателят на Китай Мао Цзедун възнамерява да пусне китайски сателит в орбита до 1959 г., за да отбележи 10-годишнината от основаването на Китайската народна република (КНР),  Китай обаче не успява да изстреля успешно първият си спътник до 24 април 1970 г. Мао и премиерът Джоу Енлай решават на 14 юли 1967 г., че КНР не трябва да бъде изоставена, и започват собствена програма за пилотирани космически полети в Китай.  Първият опит за полет с космическия кораб „Шугуанг“, копиран от американските Близнаци, е отменен на 13 май 1972 г.
По-късно Китай проектира космическия кораб „Шънджоу“, наподобяващ руския „Союз“, и така става третата държава, постигнала независима способност за космически полет на човек, като изстрелва астронавта Ян Ливей на 21-часов полет на борда на Шенжу 5 на 15 октомври 2003 г. Китай изстрелва космическата станция Tiangong-1 на 29 септември 2011 г. и две мисии до нея: „Шънджоу 9“ 16 – 29 юни 2012 г., с първата женска астронавтка в Китай Лю Янг; и „Шънджоу 10“, 13 – 26 юни 2013 г. Станцията е пенсионирана на 21 март 2016 г. като навлиза на 2 април 2018 г. в земната атмосфера и изгаряйки с малки фрагменти стигащи до океана. Наследникът на Tiangong-1 – Tiangong-2, стартира през септември 2016 г., след което през юли 2019 г. е изваден от орбита. Tiangong-2 е бил домакин на екип от двама души (Jing Haipeng и Chen Dong) в продължение на 26 дни. Товарният космически кораб Tianzhou 1 пристигна до станцията на 22 април 2017 г.

### Изоставени програми от други нации
Европейската космическа агенция започва разработването през 1987 г. на космическия самолет Hermes, който да бъде изстрелян от ракетата-носител Ariane 5. Проектът е отменен през 1992 г., когато стана ясно, че не могат да бъдат постигнати нито финансовите цели, нито цели за изпълнение на програмата. Никога не са били изграждани совалки за Hermes.
Япония започва разработването през 80-те години на експерименталния космически самолет HOPE-X, който да бъде пуснат на тяхната ракетен носител H-IIA. Редица неуспехи през 1998 г. довеждат до намаляване на финансирането и прекратяване на проекта през 2003 г.

### Пропастта след космическата совалка на САЩ
При администрацията на Буш Програмата Съзвездие (Constellation) включваш планове за оттегляне на програмата Shuttle и замяната ѝ с възможност за космически полет отвъд ниската земна орбита. Във федералния бюджет на Съединените щати за 2011 г. администрацията на Обама отменя Constellation заради надхвърляне на бюджета и изоставане от графика, като същевременно няма иновации и инвестиране в нови важни технологии. За пилотиран космически полет отвъд ниска околоземна орбита НАСА разработва космическия кораб „Орион“, който да бъде извеждан от системата за изстрелване на космически кораби. Съгласно плана за развитие на търговски екипажи, НАСА започва да разчита на транспортни услуги, предоставяни от частния сектор, за да достигнат ниска орбита на Земята, като SpaceX 's Falcon 9 / Dragon V2, Dream Chaser Corporation на Sierra Nevada Corporation или CST-100 на Boeing, Периодът между оттеглянето на совалката през 2011 г. и първото изстрелване в космоса на Spaceshiptwo Flight VP-03 на 13 декември 2018 г. е подобен като пропастта между края на Аполон през 1975 г. и първия полет на космическата совалка през 1981 г., определяна от президентския комитет „Синя лента“ като пропаст в космическите полети на САЩ. 

### Търговски частен космически полет
От началото на 2000-те години се предприемат различни частни начинания за космически полети. Няколко от компаниите, включително Blue Origin, SpaceX, Virgin Galactic и Sierra Nevada, имат планове за подобряване на пилотираните космически полети. А от 2016 година и четирите от тези компании имат разработени програми за развитие, за да извеждат пътници (космически туристи) в орбита.
Търговски суборбитален космически кораб, насочен към пазара на космическия туризъм, се разработва от Virgin Galactic, наречен SpaceshipTwo, който достигна до космоса през декември 2018 г.  „Blue Origin“ стартира многогодишна програма за изпитване на техния „New Shepard“ и извърши 12 успешни безпилотни тестови полета през 2015 – 2019 г. Към март 2020 г. Blue Origin все още планират, но не са осъществили полет с хора.
SpaceX и Boeing разработват орбитални космически капсули, способни за пътници от 2015 г., като планират да изведат астронавтите на НАСА до Международната космическа станция до 2019 г. SpaceX ще превозва пътници на Dragon 2, изстрелван от ракетата Falcon 9. Boeing ще го прави със своя CST-100, изстрелван на ракетата United Launch Alliance Atlas V.  Финансирането за развитието на тези технологии е осигурено от комбинация от правителствени и частни фондове, като SpaceX осигурява по-голяма част от общото финансиране за развитие от частни инвестиции.  Няма публични съобщения за комерсиални предложения за орбитални полети от двете компании, въпреки че и двете компании планират някои полети със свои частни, а не НАСА астронавти на борда.

## Важни събития

### По постижение
12 април 1961
Юрий Гагарин е първият човек в Космоса и първият на орбита около Земята, на „Восток 1“ на 12 април 1961 г.
17 юли 1962 или 19 юли 1963
Или Робърт М. Уайт, или Джоузеф А. Уокър (в зависимост от дефиницията на космическата граница) първо са пилотирали космически самолет, северноамериканския Х-15, на 17 юли 1962 г. (Уайт) или 19 юли 1963 г. (Уокър).
18 март 1965
Алексей Леонов за първи път се разхожда в космоса (излиза), на 18 март 1965 г.
15 декември 1965
Уолтър М. Шира и Том Стафорд първо извършиха космическа среща, като пилотират своя космически кораб Gemini 6A и поддържат един фут (30 см) разстояние до „Джемини 7“ за повече от 5 часа.
15 март 1966
Нийл Армстронг и Дейвид Скот първи се сближават и акостират, като пилотират своя космически кораб „Близнаци 8“, за да акостират с непилотираната станция Agena.
Декември 1968 г.
Франк Борман, Джим Ловел и Уилям Андерс са първите пътували отвъд ниската земна орбита (LEO) и първи обикалят Луната, в мисията Аполон 8. Тази мисия обикаля Луната десет пъти преди да се върнат на Земята и това се случва от 21 – 27 декември 1968 г.
20 юли 1969
Нийл Армстронг и Бъз Олдрин първи кацат на Луната, на 20 юли 1969 г. по време на Аполон 11.
Най-дълго време в космоса
Валери Поляков извършва най-дългия единичен космически полет, от 8 януари 1994 г. до 22 март 1995 г. (437 дни, 17 часа, 58 минути и 16 секунди). А Генадий Падалка е прекарал най-общото време в множество мисии – 879 дни.
Най-дълго обитавана космическа станция
Международната космическа станция има най-дългия период на непрекъснато присъствие на човека в космоса от 2 ноември 2000 г. (19 години и 145 дни). Този рекорд преди това се държеше от Мир, от Союз TM-8 на 5 септември 1989 г. до Союз TM-29 на 28 август 1999 г., продължителност от 3,364 дни (почти 10 години).

### По националност или пол
12 април 1961
Юрий Гагарин става първият съветски, както и първият човек, достигнал до космоса на Восток 1 на 12 април 1961 г.
5 май 1961
Алън Шепард стана първият американец, достигнал до космоса на борда на „Свобода 7“ на 5 май 1961 г.
20 февруари 1962
Джон Глен става първият американец, който обикаля Земята на 20 февруари 1962 г.
16 юни 1963
Валентина Терешкова стана първата жена, която излита в космоса и обикаля Земята на 16 юни 1963 година.
2 март 1978
Владимир Ремек, чехословак, става първият неамерикански и несъветски астронавт в космоса на 2 март 1978 г.
10 април 1979
На 10 април 1979 г., в 20 часа и 34 минути московско време е изстрелян в орбита около Земята космическият кораб „Союз-33“ с първия български космонавт Георги Иванов.
2 април 1984
Ракеш Шарма, стана първият индийски гражданин, достигнал орбитата на Земята на 2 април 1984 г.
25 юли 1984
Светлана Савицкая стана първата жена, която се разхожда в космоса на 25 юли 1984 г.
15 октомври 2003
Ян Ливей става първият китайски в космоса и орбитата на Земята на Шенжу 5 на 15 октомври 2003 г.
18 октомври 2019
Кристина Коук и Джесика Меир провеждат първата само женска разходка в космоса 
Сали Рид стана първата американска жена в космоса през 1983 година. Айлийн Колинс е първата жена пилот на совалка, а с мисията на Shuttle STS-93 през 1999 г. тя става първата жена, която командва и американски космически кораб.
Дълги години само СССР (по-късно Русия) и САЩ са имали свои астронавти. Гражданите на други държави летяха в космоса, като започнаха с полета на Владимир Ремек, чех, на съветски космически кораб на 2 март 1978 г. в програмата на Интеркосмос.
Към 2010 година, граждани от 38 държави (включително космически туристи) са летели в космоса на борда на съветски, американски, руски и китайски космически кораби.

## Космически програми
Програмите за човешки космически полети се провеждат от бившия Съветски съюз, а понастоящем Русия, САЩ, континентален Китай и американската частна компания за космически полети Scaled Composites.

## Безопасност и рискове
Има два основни източника на опасност при космически полет: тези, дължащи се на космическата среда, която я правят враждебна за човешкото тяло, и потенциала за механични неизправности на оборудването, необходими за извършване на космически полет.

### Опасности от околната среда
Хората планиращи човешки мисии за космически полети са изправени пред редица опасения за безопасността.

#### Поддържане на живота
Основните потребности от въздух за дишането и вода за пиене се решават чрез системата за поддържане на живота на космическия кораб.

#### Медицински проблеми
Медицински последици като евентуална слепота и загуба на костна маса са свързани с космическия полет на човека. 
На 31 декември 2012 г., извършено от НАСА проучване съобщава, че космическият полет може да навреди на мозъка на астронавтите и да ускори появата на болестта на Алцхаймер. 
През октомври 2015 г. Генералният инспектор на НАСА издава доклад за опасности за здравето, свързан с космическото изследване, включително и бъдеща човешката мисия до Марс. 
На 2 ноември 2017 г. учените съобщиха, че са установени значителни промени в позицията и структурата на мозъка при астронавтите, които са правили пътувания в Космоса, въз основа на изследвания с ЯМР. Астронавтите, които правят по-дълги космически пътувания, са с установени по-големи промени в мозъка. 
Изследователи през 2018 г. съобщават, че след като установяват наличието в Международната космическа станция (ISS) на пет бактериални щама на Enterobacter bugandensis, които не са патогенни за хората, че микроорганизмите на МКС трябва да бъдат внимателно наблюдавани, за да продължат да осигуряват здравословната среда за астронавтите. 
През март 2019 г. НАСА съобщи, че латентните вируси при хората могат да се активират по време на космически мисии, добавяйки евентуално по-голям риск за астронавтите в бъдещи мисии в космоса. 

##### Микрогравитация
Медицинските данни на астронавтите в ниски земни орбити за дълги периоди, датиращи от 70-те години на миналия век, показват няколко неблагоприятни последици от микрогравитационната среда: загуба на костна плътност, намалена мускулна сила и издръжливост, постурална нестабилност и намаляване на аеробния капацитет. С течение на времето тези декондициониращи ефекти могат да влошат работата на астронавтите или да увеличат риска от нараняване. 
В безтегловна среда астронавтите нямат почти никакво натоварване на мускулите на гърба или мускулите на краката, използвани за изправяне, което кара те да отслабват и да стават по-малки. Астронавтите могат да загубят до двадесет процента от мускулната си маса при космически полети с продължителност от пет до единадесет дни. Последвалата загуба на сила може да бъде сериозен проблем в случай на аварийна ситуация при кацане.  След завръщане на Земята от продължителни полети астронавтите са значително отслабени и не им е позволено да управляват кола в продължение на двадесет и един дни. 
Астронавтите, които изпитват безтегловност, често ще загубят ориентацията си, получават болест при движение и губят чувството си за посока, докато телата им се опитват да свикнат с безтегловността. Когато се върнат на Земята те трябва да се приспособят към гравитацията и може да имат проблеми с изправяне, съсредоточаване на погледа си, ходене и завъртане. Тези двигателни нарушения на тялото след смяна от различни гравитации се влошават колкото по-дълго е излагането на слаба или никаква гравитация.  Тези промени ще повлияят на оперативните дейности извършвани от астронавтите включително подход и кацане, докинг, отдалечена манипулация и аварийни ситуации, които могат да се случат при кацане. Това може да бъде основна пречка за успех на мисията.
Освен това, след дълги космически полети, мъжките астронавти могат да изпитат тежки проблеми със зрението.  Подобни проблеми със зрението може да са основна грижа за бъдещите мисии на полети в дълбоките космически пространства, включително за изпращане на екипаж на планетата Марс. 

##### Радиация
Без подходящо екраниране екипажите на мисии извън ниската орбита на Земята (LEO) могат да бъдат изложени на риск от високоенергийни протони, излъчвани от слънчеви избухвания и свързани с тях соларни частици (SPE). Лорънс Таунсенд от Университета в Тенеси и други са изследвали най-мощната слънчева буря, регистрирана някога. Взривът е видян от британския астроном Ричард Карингтън през септември 1859 година. Радиационните дози, които астронавтите биха получили от буря от Карингтън, могат да причинят остра радиационна болест и вероятно дори смърт.  Друга буря, която може да доведе до смъртоносна доза радиация, ако астронавтите бяха извън защитната магнитосфера на Земята, настъпи по време на Space Age, всъщност малко след кацането на Аполон 16 и преди изстрелването на Аполон 17.  Тази слънчева буря от август 1972 г. вероятно щеше да причини остра радиационна болест. 
Друг вид радиация, космическите лъчи, представя допълнително предизвикателство пред космическия полет на човека извън ниската земна орбита. 
Съществува и известна научна загриженост, че продължителният космически полет може да забави способността на организма да се защитава от болести.  Някои от проблемите са отслабена имунна система и активирането на вируси в организма. Радиацията може да причини както краткосрочни, така и дългосрочни последици за стволовите клетки на костния мозък, които създават кръвта и имунната система. Тъй като вътрешността на космически кораб е толкова малка, отслабената имунна система и по-активните вируси в тялото могат да доведат до бързо разпространение на инфекция.

##### Изолация
По време на дълги мисии астронавтите са изолирани и затворени в малки пространства. Депресия, треска в кабината и други психологически проблеми могат да повлияят на безопасността и успеха на мисията. 
Астронавтите може да не са в състояние бързо да се върнат на Земята или да получат медицински консумативи, оборудване или персонал, ако се случи медицинска спешност. Астронавтите може да трябва да разчитат за дълги периоди на ограничените си ресурси и медицински съвети от Земята.
По време на престоя на космонавтите в космоса те могат да изпитат психични разстройства (като посттравма, депресия, тревожност и др.), повече отколкото при обикновен човек на Земята.  НАСА харчи милиони долари за психологически лечения за текущи и бивши астронавти.  Към днешна дата няма начин да се предотвратят или намалят психичните проблеми, причинени от продължителните периоди на престой в космоса.
Поради тези психични разстройства ефективността на тяхната работа е нарушена и понякога те са принудени да изпращат астронавтите обратно на Земята, което е много скъпо.  Руска експедиция в Космоса през 1976 г. беше върната на Земята, след като космонавтите съобщиха за силна миризма, която предизвика страх от изтичане на течност, но след задълбочено разследване стана ясно, че няма изтичане или техническа неизправност.   От НАСА беше заключено, че най-вероятно космонавтите имат халюцинации на миризмата, което донесе много ненужни пропилени разходи.
Възможно е психичното здраве на астронавтите да бъде повлияно от промените в сетивните системи по време на продължително космическо пътуване.

##### Сензорни системи
По време на космическия полет на астронавтите те са в много екстремно състояние, в което няма гравитация. Това дадено състояние и фактът, че в околната среда няма промени, ще доведат до отслабване на сензорното усещане на астронавтите във всичките седем сетива.
- Слух – В космическата станция и космическия кораб има само механични шумове. Не може да има шум от околната среда; няма среда, която да предава звуковите вълни. Въпреки че има и други членове на екипа, които могат да разговарят помежду си, гласовете им спират да стимулират чувството за слуха, тъй като свикват бързо.
- Зрение – Поради нулевата гравитация течностите на тялото се изравняват с налягането в цялото тяло, ситуация, която е различна от тази на Земята, където наляганията не са равни. Поради тази причина лицето на астронавтите набъбва и притиска очите, поради което зрението им е нарушено. Освен това пейзажът около астронавтите е постоянен, което уврежда зрителните стимули. Освен това, поради космическите лъчи, астронавтите могат да видят проблясъци.
- Мирис – Космическата станция има постоянна миризма, описана като миризма на барут. Поради нулевата гравитация телесните течности се издигат към лицето и предотвратяват изсъхването на синусите, което притъпява обонянието.
- Вкус – Усещането за вкус е пряко повлияно от обонянието и следователно, когато обонянието е увредено, чувството за вкус също се уврежда. Храната на астронавтите е мека и има само определени храни, които могат да се ядат. Храната идва само веднъж на няколко месеца, когато пристигат доставките, а разнообразие почти липсва.
- Докосване – почти няма физически промени в контакта. По време на пътуването почти няма физически контакт с човека.
- Вестибуларната система (система за движение и равновесие) – Поради липсата на гравитация, цялото движение на астронавтите се променя, а вестибуларната система се поврежда от екстремната промяна.
- Системата на проприоцепване (Proprioception – усещането за относителното положение на собствените части на тялото и силата на усилието, използвано в движение) – В резултат на нулевата гравитация, върху мускулите на астронавтите се оказват малко сили и няма сигнали за тази система.

### Механични опасности
Космическият полет изисква много по-големи скорости от наземния или въздушния транспорт, което от своя страна изисква използването на горива с висока енергийна плътност за изстрелване и разсейването на големи количества енергия, обикновено като топлина, за безопасно въвеждане в земната атмосфера.

#### Изстрелване
Тъй като ракетите имат голям потенциал за пожар или експлозия, космическите капсули обикновено използват някаква изстрелваща система за изстрелването, състояща се или от монтирана на кула ракета за твърдо гориво, която бързо пренася капсулата далеч от изстрелващото превозно средство (използвано в Меркурий, Аполон и др. Soyuz) или седалки за изхвърляне (използвани във Vostok и Bemini), за да изнесат астронавтите от капсулата и далеч за индивидуално кацане с парашут. Аварийната капсула се изхвърля в някакъв момент преди завършването на старта, в точка, където може да се извърши прекъсване с помощта на двигателите на космическия кораб.
Такава система не винаги е практична за средства с много членове на екипажа (особено космическите самолети), в зависимост от местоположението на изходните люкове. Когато капсулата Vostok с единично отделяне на космонавта е модифицирана, за да се превърне в Voskhod с 2 или 3 лица, седалката за изхвърляне на един космонавт не може да се използва и не е добавена система за аварийна капсула. Двата полета на Восход през 1964 и 1965 г. избягват злополуките при изстрелване. Космическите совалки са разполагали с изхвърлящи се седалки и аварийни люкове за своя пилот и копилот при ранните полети, но те не могат да се използват за пътници, които са седнали под пилотската кабина при по-късните полети, и за това са премахнати.
Има само две авариини отделяния при изстрелване в полет на екипаж. Първото се случва на Союз 18а на 5 април 1975 г. Прекъсването е станало след изхвърлянето на системата за аварийно изпускане, когато изразходеният втори етап не е успял да се отдели преди запалването на третия етап. Корабът се отклонява от курса, а екипажът отделя космическия кораб и използва двигателите си, за да се отдели от ракетата. И двамата космонавти кацат успешно и оцеляват. Втората авария се случва на 11 октомври 2018 г. със старта на Soyuz MS-10. Отново и двамата членове на екипажа оцеляват.
При първото използване на изстрелваща система за изстрелване на екипаж, планираното изстрелване на „Союз Т-10-а“ на 26 септември 1983 г. е прекъснато от огън на изстрелващо превозно средство 90 секунди преди излитане. И двамата космонавти на борда кацат безопасно.
Единствената смърт на екипажа по време на изстрелването е на 28 януари 1986 г., когато совалката Challenger се разпада 73 секунди след излитането, поради повреда на твърдо ракетно тяло в уплътнение, което предизвика отделяне на ускорителя и повреда на външния резервоар за гориво, което довеежда до експлозия на горивото. Всичките седем члена на екипажа загиват.

#### Въвеждане в земната атмосфера и кацане
Единственият пилот на „Союз 1“ Владимир Комаров загива, когато парашутите на капсулата му отказват по време на спешно кацане на 24 април 1967 г., като капсулата му разбива.
Екипажът от седем души на борда на совалката Колумбия загива при въвеждане в земната атмосфера след изпълнение на успешна мисия в Космоса на 1 февруари 2003 г. Подсиленият въглерод-въглероден топлинен щит с преден ръб на крилото е бил повреден от парче замръзнала външна изолация от пяната на резервоара, която се отцепва и удря крилото по време на изстрелването. Горещите входни газове навлизат и разрушават конструкцията на крилото, което води до разпадане на совалката.

#### Изкуствена атмосфера
Има два основни варианта за изкуствена атмосфера: или земно-подобна смес от кислород в инертен газ като азот или хелий, или чист кислород, който може да се използва при по-ниско от стандартното атмосферно налягане. Азотно-кислородна смес се използва в Международната космическа станция и космическия кораб „Союз“, докато чистият кислород с ниско налягане обикновено се използва в космически костюми за екстравехикуларна активност.
Използването на газова смес носи риск от декомпресионна болест при преминаване към или от средата на чистия кислород. Имало е и случаи на наранявания и смъртни случаи, причинени от задушаване в присъствието на твърде много азот и недостатъчно количество кислород.
- През 1960 г. тест пилотът на самолета McDonnell G.B. North е биле сериозно ранен при тестване на атмосферната система на кабината / скафандъра във вакуумна камера, поради изтичане на богат на азот въздух от кабината в костюм. [47] Този инцидент накара НАСА да вземе решение за използване на чиста кислородна атмосфера за космическите кораби Меркурий, Близнаци и Аполон.
- През 1981 г. трима работници бяха убити от атмосфера, богата на азот, в отсека на задния двигател на совалката Колумбия в комплекс за изстрелване на космическия център Кенеди 39. [48]
- През 1995 г. двама работници на площадката са били убити по подобен начин от изтичане на азот в затворена зона на изстрелващата площадка Ariane 5 в Космическия център в Гвиана. [49]

Чистата кислородна атмосфера носи риск от пожар. Оригиналният дизайн на космическия апарат Apollo използва чист кислород при по-голямо от атмосферното налягане преди изстрелването му. Електрически пожар започна в кабината на Аполо 1 по време на наземно изпитание в комплекс за изстрелване на ВВС Кенеди 34 на 27 януари 1967 г. и се разпространява бързо. Високото налягане (повишено още по-високо от огъня) предотвратява навременното премахването на капака на вратата, за излизането и спасяването на екипажа. И тримата, Гус Грисъм, Ед Уайт и Роджър Чафи, загиват.  Това накара НАСА да използва атмосфера азот / кислород преди изстрелването и чист кислород с ниско налягане само в космоса.

#### Надеждност
През март 1966 г. мисията „Близнаци 8“ бе прекъсната в орбита, когато тягата за контрол на ускорението блокира във включена позиция, което изпрати кораба в опасно въртене, което застрашава живота на Нийл Армстронг и Дейвид Скот. Армстронг трябвало да изключи системата за управление и да използва системата за завръщане в атмосферата, за да спре завъртането. Кораб прави аварийно завръщане и астронавтите кацат безопасно. Най-вероятната причина е определена като късо съединеение поради статично разтоварване на електричеството, което кара тяга да остане захранвана дори при опит за изключване. Системата за управление е модифицирана след това така, че да постави всеки двигател в самостоятелна изолирана верига.
Третата лунна експедиция Аполон 13 през април 1970 г. е прекъсната и животът на екипажа Джеймс Ловел, Джак Суигерт и Фред Хейз е заплашен от отказ на криогенен резервоар за течен кислород на път за Луната. Резервоарът се спуква, когато електрическата ток е подаден към вътрешните разбъркващи вентилатори в резервоара, причинявайки незабавна загуба на цялото му съдържание, а също така повреда на втория резервоар, причинявайки загубата на останалия му кислород за период от 130 минути. Това от своя страна довежда до загуба на електрическа енергия, предоставена от горивни клетки на командния космически кораб. Екипажът успява да се върне на Земята безопасно, като използва лунния кораб за кацане като „спасителна лодка“. Отказът на резервоара беше определен като причинен от две грешки. Фитингите за източване на резервоара бяха повредени при изпускането му по време на фабричните изпитания. Това наложи използването на вътрешните нагреватели за извличане на кислорода след изпитване преди пускане, което от своя страна повреди електрическата изолация на окабеляването на вентилатора, тъй като термостатите на нагревателите не отговарят на необходимата степен на напрежение поради неправилна комуникация с доставчика, който ги е изработил.
Екипажът на „Союз 11“ загива на 30 юни 1971 г. от комбинация от механични неизправности: те са задушени поради декомпресия на кабината след отделяне на капсулата им за спускане от сервизния модул. Вентилационният вентил на кабината е отворен на височина 168 km (551 000 ft) от по-силния от очакваното шок на взривни разделителни болтове, които са проектирани да стрелят последователно, но всъщност са стреляли едновременно. Загубата на налягане става фатално за около 30 секунди. 

### Риск от смърт
Към Декеември 2015, 22-ма членове на екипажите са загинали при инциденти на борда на космически кораби. Други 100 са загинали при активности директно свързани с корабите или тестовете им.
| Дата                | Мисия                                      | Причина за злополука | Смъртните случаи | Причина за смъртта                                                                                   |
| ------------------- | ------------------------------------------ | --- | ---------------- | --- |
| 27 януари 1967 г.   | Аполон 1                                   | Електрически пожар в кабината, разпространен бързо с 16,7 psi (1,15 bar) чиста кислородна атмосфера и запалими найлонови материали в кабината и космическите костюми, по време на теста преди пускане; невъзможност за сваляне на капака на люка на капака поради вътрешно налягане; разрушаване на стената на кабината, което позволява навлизането на външен въздух, което причинява обилен дим и сажди | 3                | Сърдечен арест от отравяне с въглероден оксид                                                        |
| 24 април 1967 г.    | Союз 1                                     | Неизправност на първичен парашут за кацане и заплитане на резервен улей; загубата на 50% електрическа мощност и проблемите с контрола на космическите кораби наложиха спешен преустановяване | 1                | Травма от катастрофа                                                                                 |
| 30 юни 1971 г.      | Союз 11                                    | Загуба на налягане в кабината поради отваряне на клапана при разделяне на орбиталния модул преди повторно влизане | 3                | задушаване                                                                                           |
| 28 януари 1986 г.   | STS-51L Совалка „Challenger“               | Отказ на уплътнение с уплътнителен пръстен в един твърд ракетен усилвател при екстремно студена температура на изстрелване, което позволява на горещите газове да проникнат в корпуса и да изгорят през подпора, свързваща усилвателя към външния резервоар; повреда на резервоара; бързо изгаряне на гориво; разрушаване на орбитата от анормални аеродинамични сили                                     | 7                | Асфиксия от нарушение на кабината или травма от въздействие на вода                                  |
| 1 февруари 2003 г.  | STS-107 Совалка „Columbia“                 | Повреден подсилен въглерод-въглероден термозащитен панел на предния ръб на крилото, причинен от парче външна изолация от пяна на резервоара, отчупена по време на изстрелването; проникване на горещи атмосферни газове по време на повторно влизане, което води до структурна недостатъчност на крилото, загуба на контрол и разпадане на орбитата                                                       | 7                | Асфиксия от счупване на кабината, травма от динамична среда на натоварване при разпадане на орбитата |
| 31 октомври 2014 г. | Капков тест на SpaceShipTwo VSS Enterprise | Втори пилот грешка: преждевременна разполагане на „оперение“ спускане въздух спирачна уредба, причинени разпадане на превозното средство по време на полет; пилотът оцеля, копилетът почина | 1                | Травма от катастрофа                                                                                 |